# Rhagiomorpha exilis
Rhagiomorpha exilis là một loài bọ cánh cứng trong họ Cerambycidae.